# E. Mason Hopper
E. Mason Hopper (Enosburg, 6 dicembre 1885 – Woodland Hills, 3 gennaio 1967) è stato un regista, attore, sceneggiatore, aiuto regista statunitense.
Era sposato con l'attrice Ruth Hennessy.

## Biografia
Nato nel Vermont, a Enosburg, E. Mason Hopper esordì come regista nel 1911 dirigendo per la Essanay di Gilbert M. 'Broncho Billy' Anderson, il cortometraggio Mustang Pete's Love Affair, un western di una bobina, circa 15 minuti, la durata standard dei film dell'epoca.

## Filmografia

### Regista
- Mustang Pete's Love Affair – cortometraggio (1911)
- Mr. Wise, Investigator – cortometraggio (1911)
- A Western Kimona, co-regia di Gilbert M. 'Broncho Billy' Anderson – cortometraggio (1912)
- The Love Test, co-regia di Herbert Brenon – cortometraggio (1912)
- Alkali Ike in Jayville – cortometraggio (1913)
- The Capture – cortometraggio (1913)
- The Attic Above – cortometraggio (1914)
- Actor Finney's Finish – cortometraggio (1914)
- Love and Soda – cortometraggio (1914)
- The Labyrinth (1915)
- The Birth of Character (1916)
- Tangled Skeins (1916)
- Menzogne di donna (The Selfish Woman) (1916)
- Gloriana (1916)
- The Right Direction (1916)
- The Wax Model (1917)
- The Prison Without Walls (1917)
- The Spirit of Romance (1917)
- As Men Love (1917)
- The Hidden Spring (1917)
- The Tar Heel Warrior (1917)
- The Firefly of Tough Luck (1917)
- The Regenerates (1917)
- Without Honor (1918)
- La vendetta del giapponese (Her American Husband) (1918)
- The Answer (1918)
- The Love Brokers (1918)
- Boston Blackie's Little Pal (1918)
- Mystic Faces (1918)
- Unexpected Places  (1918)
- Love's Pay Day (1918)
- Wife or Country (1918)
- Come Again Smith (1919)
- As the Sun Went Down (1919)
- The Adventures and Emotions of Edgar Pomeroy
- Edgar and the Teacher's Pet
- Edgar's Hamlet
- It's a Great Life (1920)
- Edgar Camps Out
- Edgar's Little Saw
- Hold Your Horses  (1921)
- All's Fair in Love (1921)
- Vanità tentatrice (Dangerous Curve Ahead) (1921)
- From the Ground Up (1921)
- Brothers Under the Skin
- Hungry Hearts (1922)
- Pazzo glorioso (The Glorious Fool)
- Papà (Daddy) (1923)
- The Love Piker (1923)
- Il boxeur e la ballerina (The Great White Way)
- L'ombra di Washington (Janice Meredith) (1924)
- The Crowded Hour  (1925)
- Paris at Midnight (1926)
- Nella camera di Mabel (Up in Mabel's Room)
- Almost a Lady
- Getting Gertie's Garter (1927)
- Night Bride
- Marito in trappola (The Wise Wife) (1927)
- Il mio amico delle Indie (My Friend from India) (1927)
- A Blonde for a Night, co-regia di F. McGrew Willis (1928)
- The Rush Hour (1927)[1][2]
- The Carnation Kid - regia della versione muta (1929)
- Spalle quadre (Square Shoulders) (1929)
- Wise Girls (1929)
- Ritorna il sole (Their Own Desire) (1929)
- Temptation (1930)
- Shop Angel (1932)
- Alias Mary Smith (1932)
- Midnight Morals (1932)
- No Living Witness (1932)
- Her Mad Night (1932)
- Malay Nights (1932)
- Sister to Judas (1932)
- One Year Later (1933)
- Curtain at Eight (1933)
- Hong Kong Nights (1935)

### Assistente alla regia
- Margherita Gauthier (Camille), regia di George Cukor (1936)
- Cuori umani (Of Human Hearts), regia di Clarence Brown (1938)

### Attore
- La fortuna è bionda (Slightly Dangerous), regia di Wesley Ruggles (1943)
- Joko l'australiano (The Man from Down Under), regia di Robert Z. Leonard (1943)
- Jack il bucaniere, regia di Richard Thorpe (1949)
- La gioia della vita (Riding High), regia di Frank Capra (1950)
- Viale del tramonto (Sunset Blvd.), regia di Billy Wilder (1950)

### Sceneggiatore
- Mr. Wise, Investigator, regia di E. Mason Hopper (1911)
- The Attic Above, regia di E. Mason Hopper – cortometraggio (1914)
- Love and Soda, regia di E. Mason Hopper – cortometraggio (1914)
- Gloriana, regia di E. Mason Hopper (1916)